# Aphaenopsis
Aphaenopsis is een geslacht van kevers uit de familie van de loopkevers (Carabidae). De wetenschappelijke naam van het geslacht is voor het eerst geldig gepubliceerd in 1913 door J. Muller.

## Soorten
Het geslacht Aphaenopsis omvat de volgende soorten:
- Aphaenopsis apfelbecki Ganglbauer, 1891
- Aphaenopsis pfeiferi Apfelbeck, 1908